# Џерзи
Џерзи (енгл. Jersey, фр. Jersey, џер. Jèrri) је аутономни крунски посед (crown dependency) британског суверена у Ламаншу између обале Француске и Енглеске. Налази се око 20 километара од обале полуострва Котентин у Нормандији, и 160 километара од Велике Британије. Заједно са Гернзијем сачињава Каналска острва. У његовом саставу налазе се и мања острва: Екрехоз • Ла Мот • Минкизи • Пјер де Лек • Дируји.
Џерзи има површину од 118,2 км² и око 99.500 становника (податак из 2011).
Џерзи није део Уједињеног Краљевства, нити Европске уније. Владар Џерзија је „војвода Нормандије“, што је титула коју носи краљ Чарлс III. Њу на острву представља генерални гувернер. Џерзијем непосредно руководи „бејлиф“ (Bailiff), што је средњовековни облик владавине у Француској. Бејлиф председава парламентом и судом. Џерзи има аутономну законодавну, судску и извршну власт. Влада Уједињеног Краљевства је надлежна за спољне послове и одбрану. За Џерзи важи принцип о слободном протоку робе са ЕУ. Главни и највећи град је Сент Хелије са око 30.000 становника.
Џерзи важи за најсунчаније од британских острва и познат је по плажама.

## Привреда
Привреда Џерзија се специјализовала за банкарство и финансијске услуге. Стога је бруто приход по становнику Џерзија међу највећим на свету. Године 2005. износио је 57.000 америчких долара по становнику. Већи просечни приход имали су само Бермуди и Луксембург.
Остале привредне гране су туризам и пољопривреда. Године 2006. острво је посетило 729.000 туриста. Најважнији пољопривредни производи су кромпир и млечни производи.

## Острва
У саставу Бејлвика Џерзи налазе се следећа острва:
- Џерзи
  - Екрехоз
  - Ла Мот
  - Минкизи
  - Пјер де Лек
  - Дируји